# 塔布拉斯島

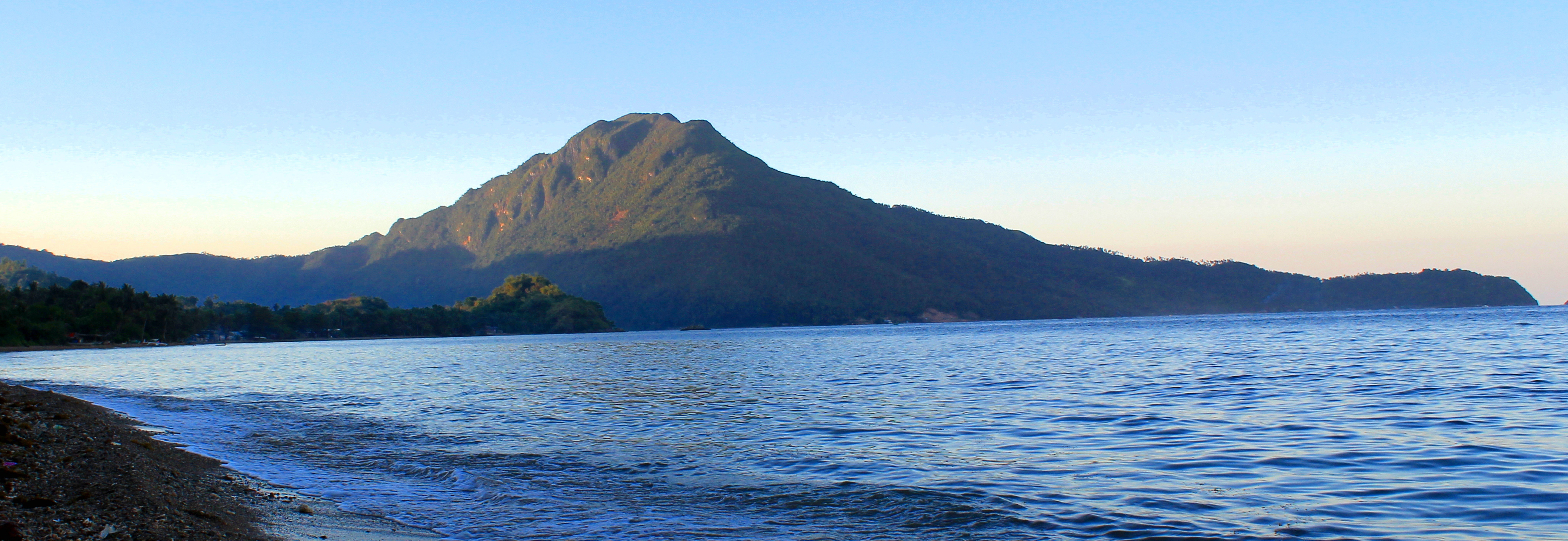

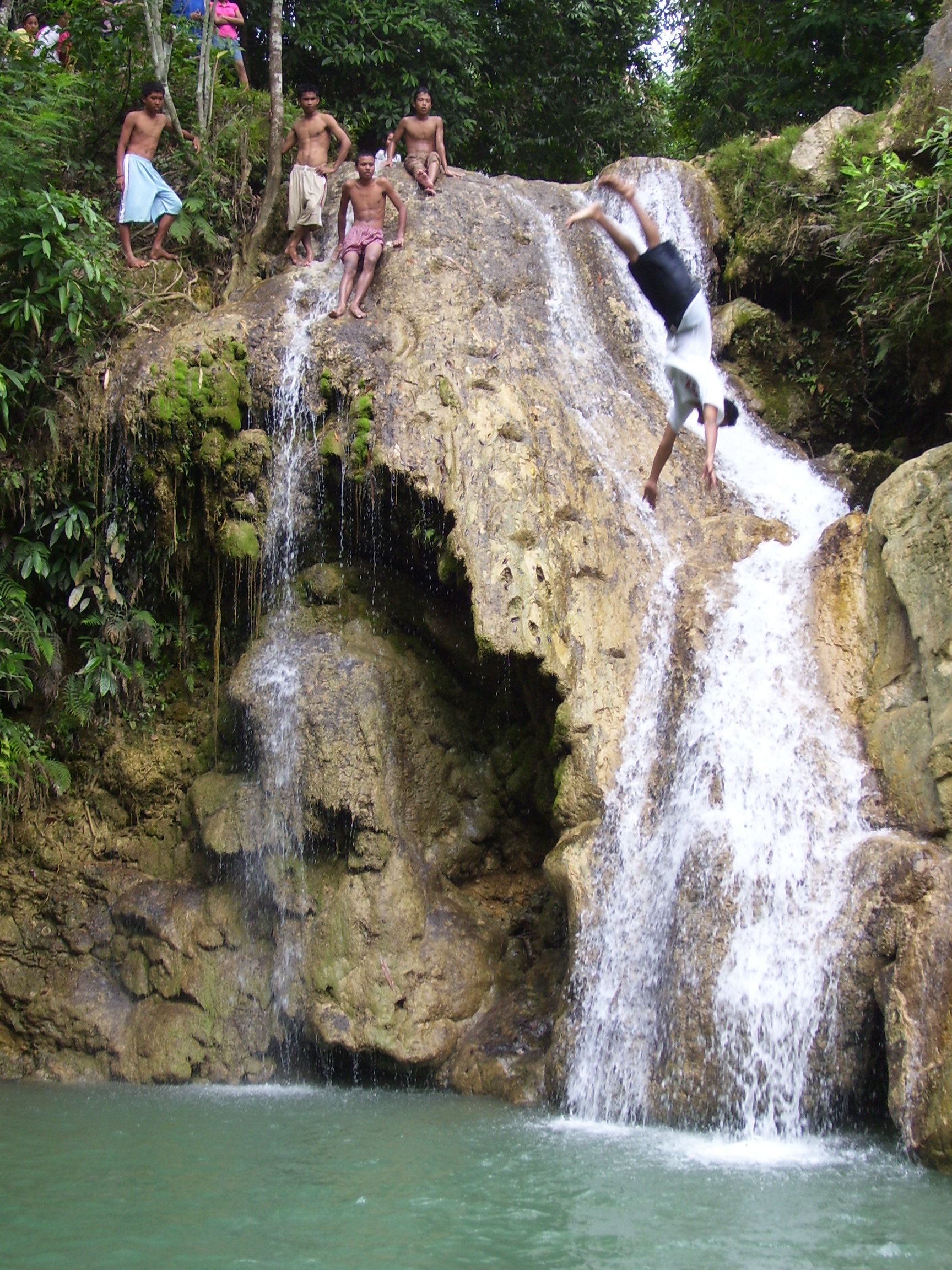

塔布拉斯島是菲律賓的島嶼，位於民都洛南部以東約50公里，由朗布隆省負責管轄，最高點海拔高度665米，主要經濟活動有稻米種植和漁業，2007年人口154,413。
12°23′N 122°02′E / 12.383°N 122.033°E